# ブラヒム・ブタイブ
ブラヒム・ブタイブ（アラビア語: مولاي ابراهيم بوطيب、ローマ字:Moulay Brahim Boutayeb、1967年8月15日 - ）は、モロッコの陸上競技選手。1980年代後半から1990年代前半にかけて活躍した男子中長距離選手。1988年ソウルオリンピックの金メダリストである。ケミセット出身。

## 経歴
ブタイブは、1988年ソウルオリンピックの10000mに出場するまでは無名の選手で、10000mよりむしろ5000mのランナーと見られていた。
ソウルオリンピックの10000mは、スタートから、ケニアのキプケンボイ・キメリとモーゼス・タヌイの2人が世界新記録ペースで引っ張り、5000m通過時点で先頭集団は少人数となっていた。ここからブタイブは先頭に立つと、後続を突き放し世界記録ペースのまま独走態勢に入る。ラスト1周の鐘が鳴り若干ペースが落ちたものの、27分21秒46の世界歴代4位のタイムで金メダルを獲得した。
ブタイブは、ソウルオリンピックの後、再び1500mから5000mを中心にレースに出場することとした。1991年の東京の世界選手権では、ケニアのヨベス・オンディエキ、エチオピアのフィタ・バイエサに次いで銅メダルを獲得。1992年のバルセロナオリンピックの5000mでは、ラスト混戦の末、13分13秒27で、金メダルのドイツのディーター・バウマンから0秒75差、銅メダルのバイエサからはわずか0秒24差の4位でメダルを逃した。
ブタイブは、1993年の世界選手権の5000mで予選落ちした後は、陸上競技選手からラリードライバーに転向した。

## 主な実績
| 年   | 大会                       | 場所                       | 種目         | 結果      | 記録       |
| ---- | -------------------------- | -------------------------- | ------------ | --------- | ---------- |
| 1985 | 世界クロスカントリー選手権 | リスボン(ポルトガル)       | ジュニア     | 10位      | 23分19秒   |
| 1986 | 世界クロスカントリー選手権 | ヌーシャテル(スイス)       | ジュニア     | 7位       | 23分09秒4  |
| 1987 | 世界陸上競技選手権大会     | ローマ(イタリア)           | 5000m        | 10位（q） | 13分32秒73 |
| 1988 | アフリカ陸上競技選手権大会 | アナバ(アルジェリア)       | 5000m        | 1位       | 13分49秒69 |
| 1988 | アフリカ陸上競技選手権大会 | アナバ(アルジェリア)       | 10000m       | 1位       | 28分55秒28 |
| 1988 | オリンピック               | ソウル（韓国）             | 10000m       | 1位       | 27分21秒46 |
| 1991 | 世界陸上競技選手権大会     | 東京(日本)                 | 5000m        | 3位       | 13分22秒70 |
| 1991 | 世界陸上競技選手権大会     | 東京(日本)                 | 10000m       | 8位       | 28分12秒77 |
| 1992 | 世界クロスカントリー選手権 | ボストン(アメリカ合衆国)   | シニアロング | 56位      | 38分31秒   |
| 1992 | オリンピック               | バルセロナ(スペイン)       | 5000m        | 4位       | 13分13秒27 |
| 1993 | 世界陸上競技選手権大会     | シュトゥットガルト(ドイツ) | 5000m        | 6位（q）  | 13分42秒30 |

- qは予選

## 自己ベスト
- 3000m - 7分48秒13 (1994年)
- 5000m - 13分17秒05 (1995年)
- 10000m - 27分21秒46 (1988年)